# Uvsjön (naturreservat)
Uvsjöns naturreservat är ett reservat norr om Skorped, i Örnsköldsviks kommun. Det bildades 2002 och består av ett drygt 170 hektar barrskog på nordvästra sidan av Uvsjön. I området ingår de tre bergen Sandsvedjeberget, Norrhögliden och Norrhöglidsriset.

## Skydd
Reservatet är av Regeringen antaget som Natura 2000-område enligt habitatdirektivet. Det främsta motivet för utpekande av området är förekomsten av urskogslik naturskog. Det är naturtyperna västlig taiga och som det står i beslutet ”öppna svagt välvda mossar, fattiga och intermediära kärr och gungflyn” som framför är föremål för skydd.

## Rödlistade arter
Ett flertal rödlistade arter finns i området. Bland vedsvamparna kan nämnas lappticka, rosenticka, rynkskinn, ullticka, ostticka, gräddticka, gränsticka och stjärntagging.
På nordostsidan har långskägg påträffats.
I näringsrika partier nere vid Uvsjön växer trolldruva, tolta och rikligt med ormbunkar.

## Övrigt
Ett äldre gruvhål med tillhörande skrotstenshög finns på Norrhöglidens sydsida, strax innanför reservatsgränsen. En liknande lämning finns också strax utanför reservatet.